# Lijst van wapens van Roemeense deelgebieden
Dit is de lijst van wapens van Roemeense deelgebieden.

## Districten

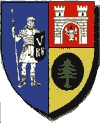
Alba
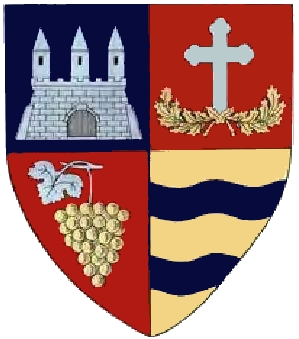
Arad
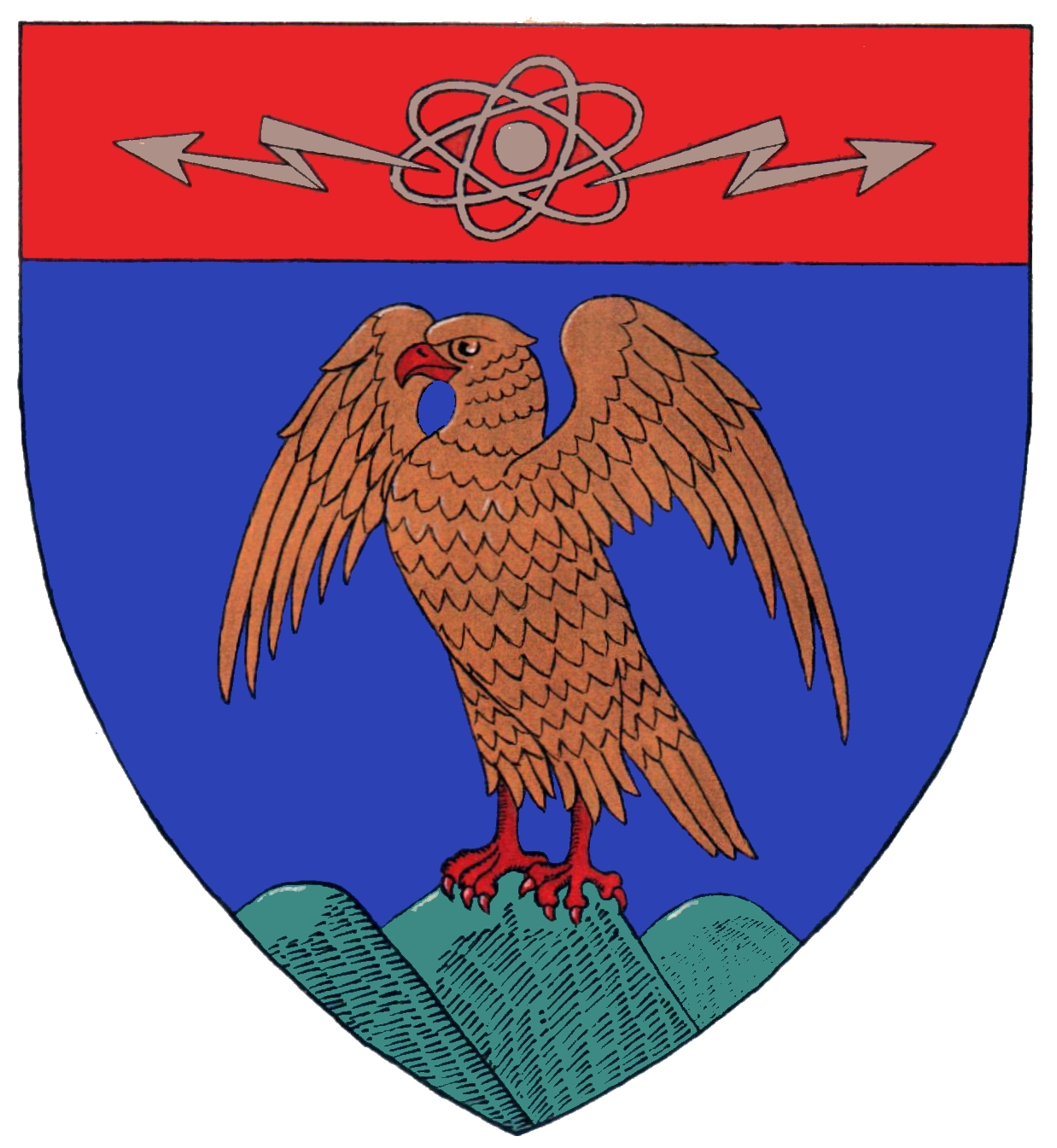
Argeș
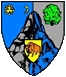
Bacău
Bihor
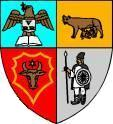
Bistrița Năsăud
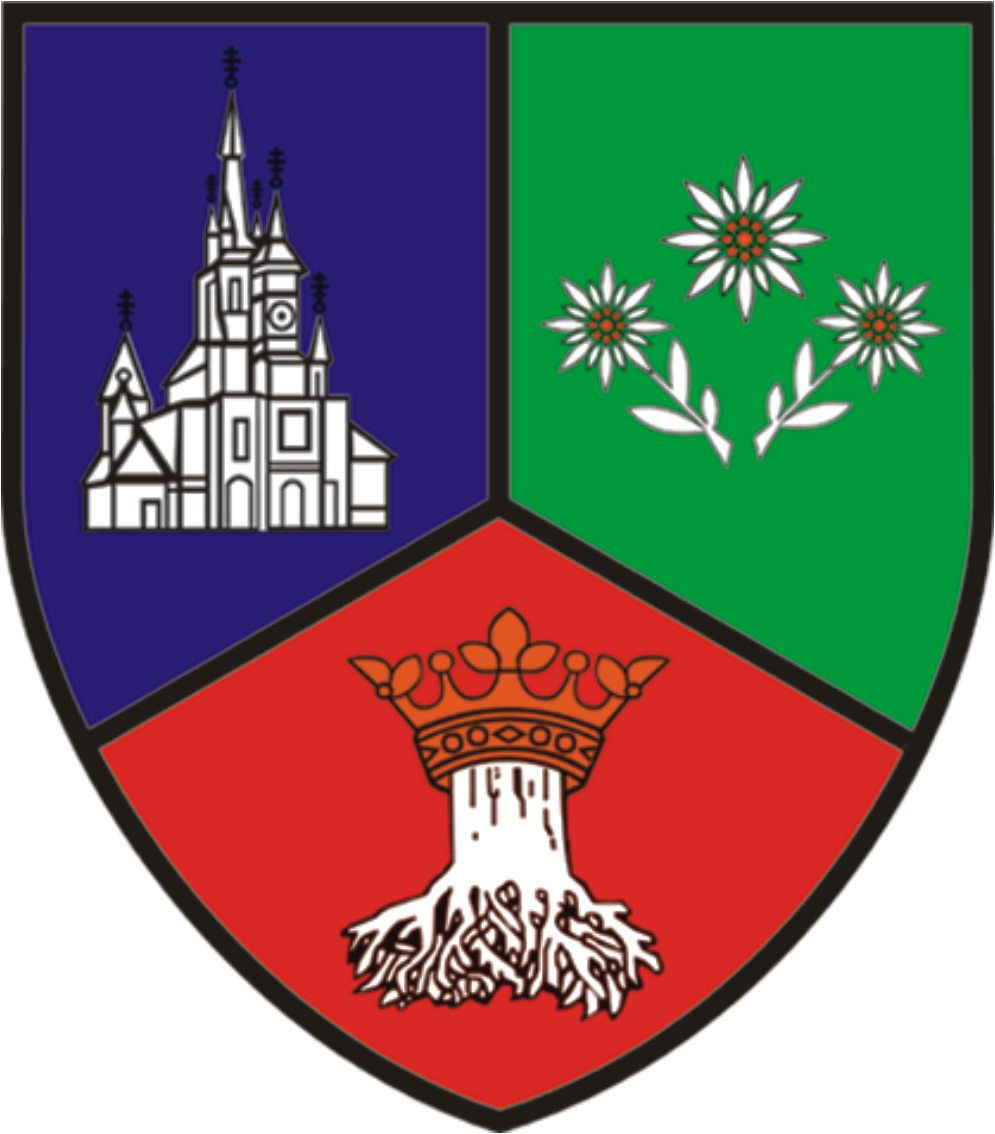
Brașov
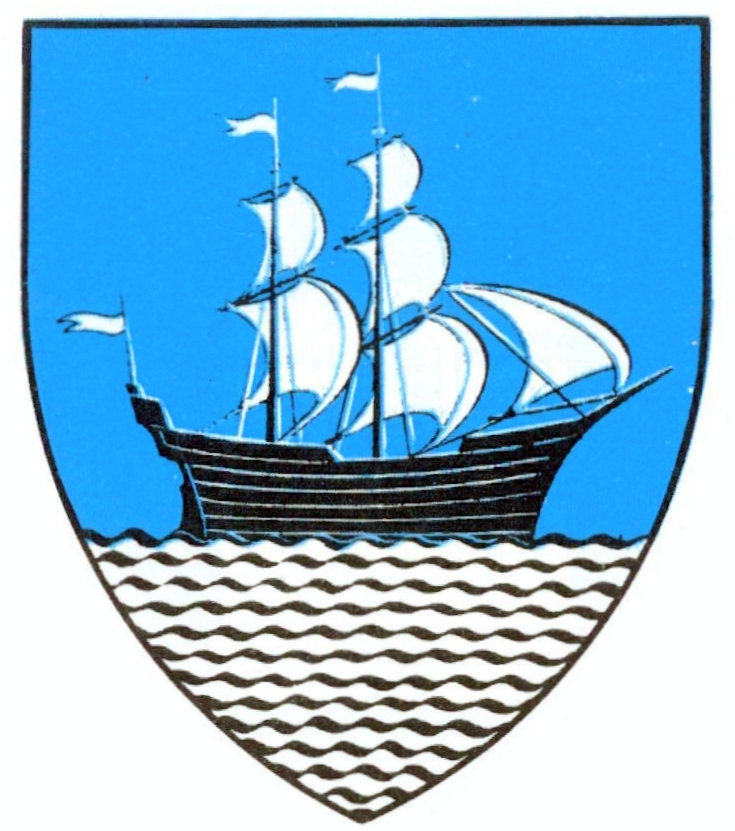
Brăila
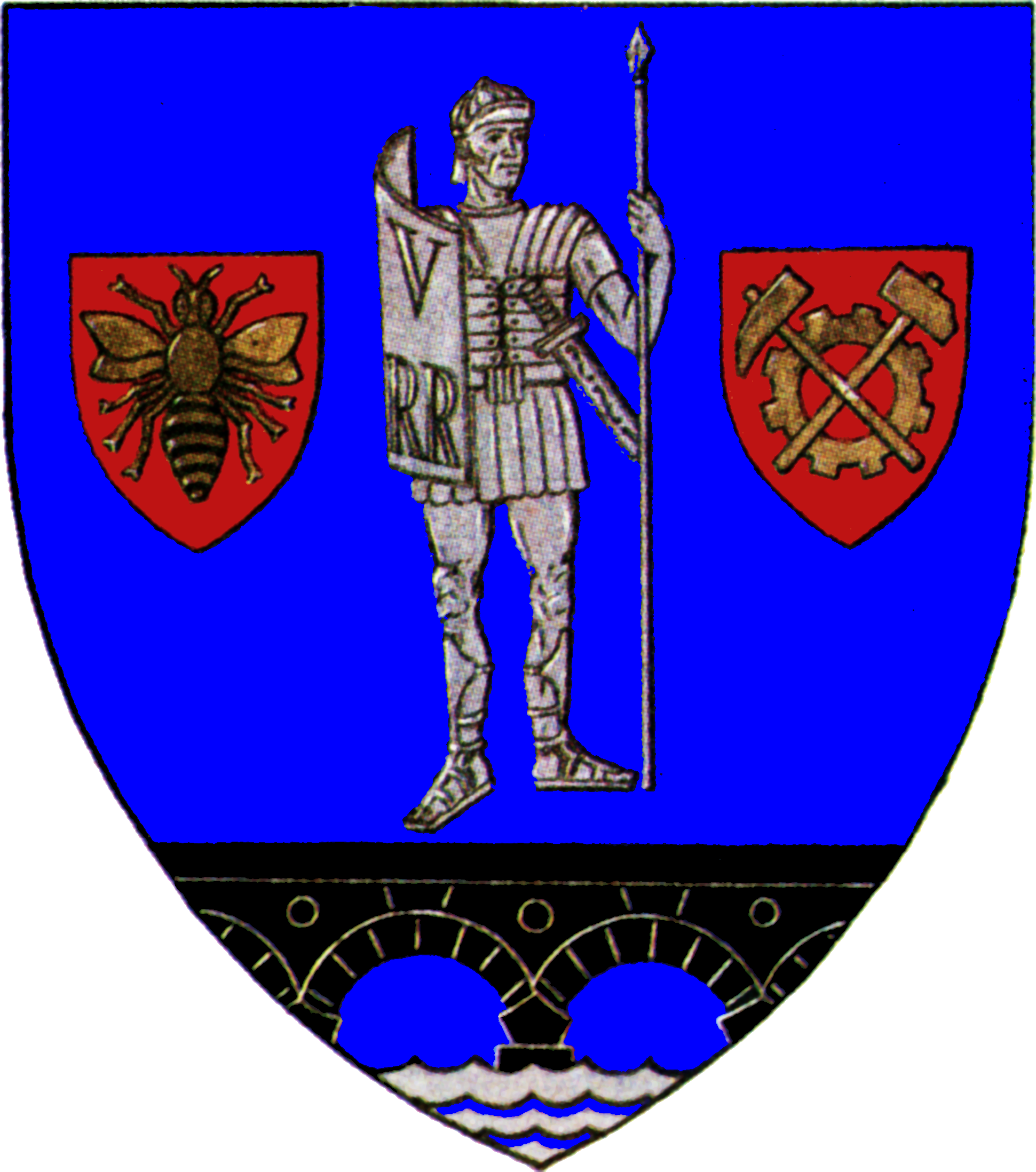
Caraș-Severin
Călărași
Cluj
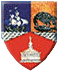
Constanța
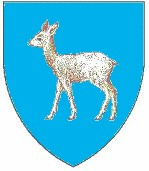
Dâmbovița
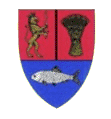
Dolj
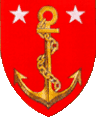
Galați
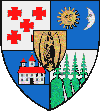
Harghita
Hunedoara
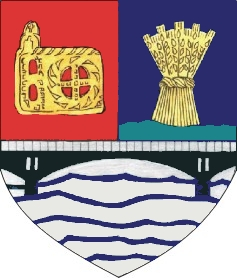
Ialomița
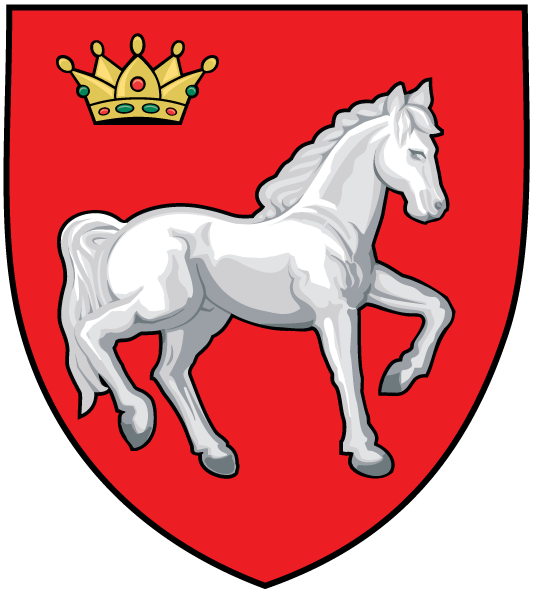
Iași
Maramureș
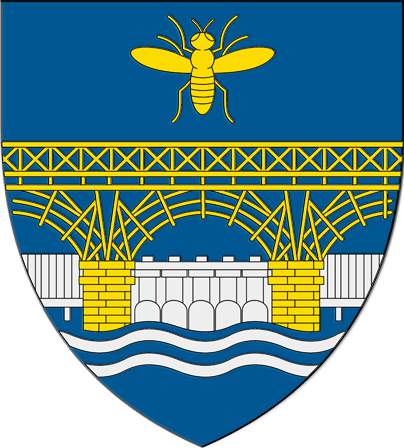
Mehedinți
Mureș
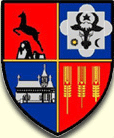
Neamț
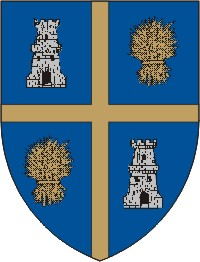
Olt
Sălaj
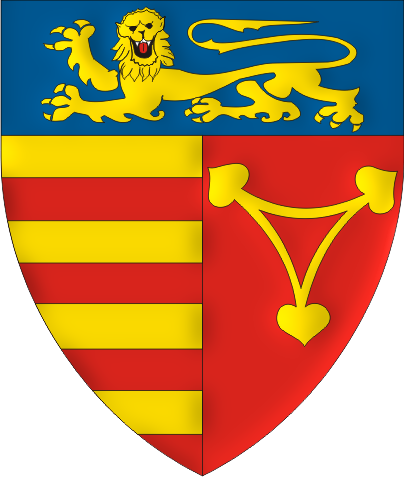
Sibiu
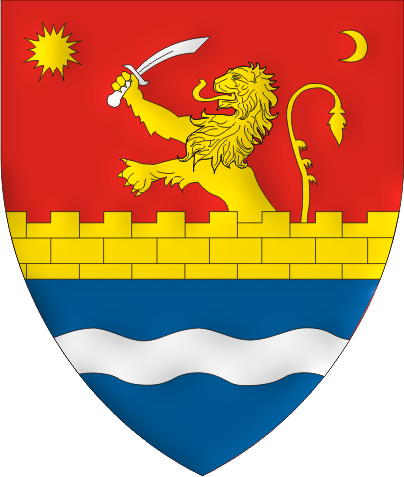
Timiș
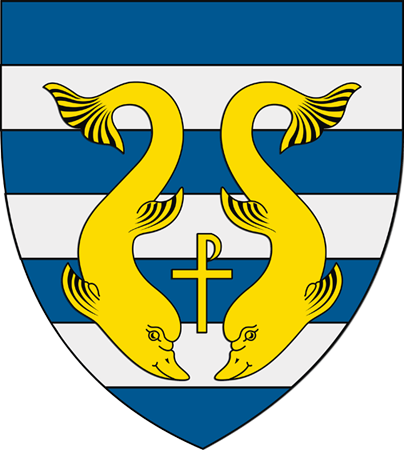
Tulcea
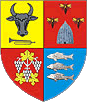
Vaslui

Overzichtsartikel: Wapens van subnationale entiteiten
Argentinië · België · Brazilië · Canada · Colombia · Duitsland · Estland · Frankrijk · Guatemala · Italië · Liechtenstein · Kroatië · Litouwen · Mexico · Nederland · Noorwegen · Oekraïne · Polen · Roemenië · Rusland · Spanje · Thailand · Uruguay · Verenigd Koninkrijk · Verenigde Staten · Wit-Rusland
Historisch: Joegoslavië